# 阿维纳尔 (加利福尼亚州)
阿维纳尔（英語：Avenal），是美国加利福尼亚州金斯县下属的一座城市。建市于1979年9月11日，面积大约为19.42平方英里（50.3平方公里）。根据2010年美国人口普查，该市有人口15,505人。